# Tubanten

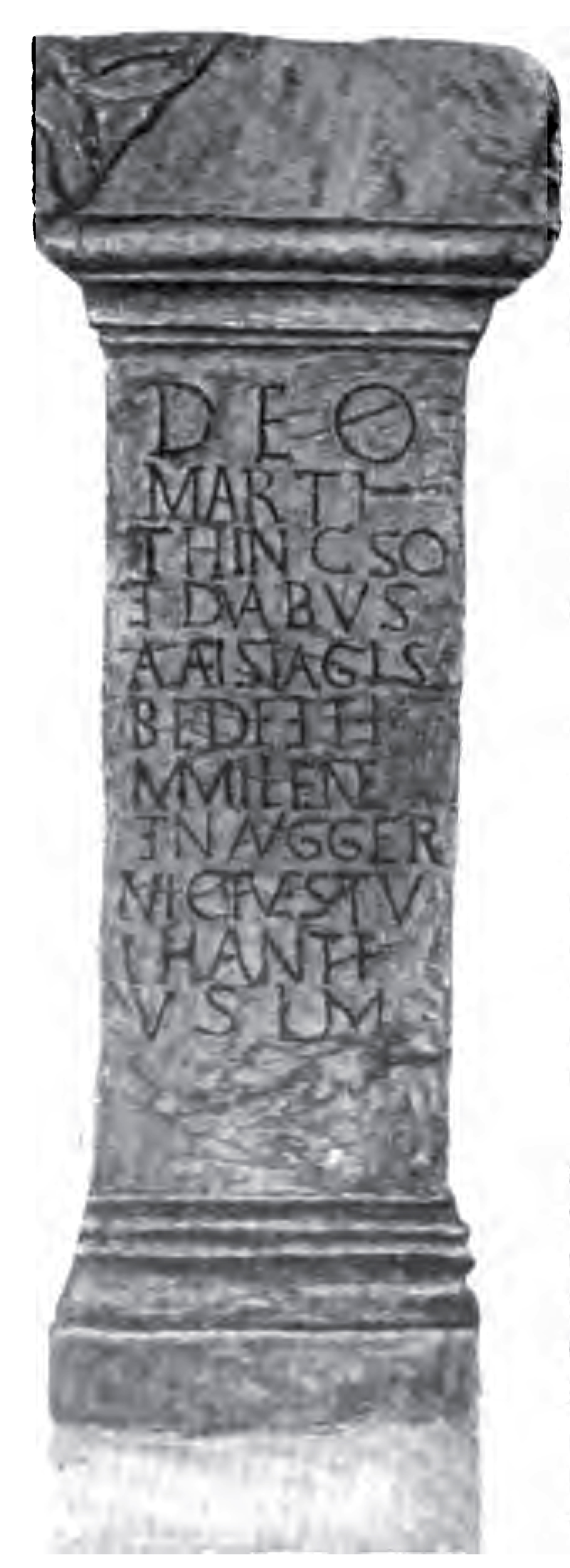
Altaarsteen gevonden bij de Muur van Hadrianus, met de oudst bekende verwijzing naar de Tubanten/Tuihanti

De Tubanti (of Tubanten) vormden volgens de Romeinse geschiedschrijver Tacitus rond het begin van de christelijke jaartelling een Germaanse stam.

## Achtergrond
Op de strafexpeditie van Germanicus in het jaar 14 door een aan bezet gebied grenzend deel van het huidige Duitsland, werd de Germaanse stam der Marsi aangevallen door de Romeinse troepen om de vijf jaar eerder rampzalig verlopen Varusslag te wreken. De Bructeri, de Usipeti en de Tubanti kwamen hen te hulp, maar leden een forse nederlaag. Aangenomen wordt dat de Tubanti zich in het huidige Oost-Nederland ophielden, en dat de naam Twente een afgeleide vorm is.
Enkele eeuwen later werden de Tubanti opnieuw geconfronteerd met het Romeinse leger. Als reactie op de wreedheid van de Romeinse keizer Constantijn de Grote bij zijn aanval op de Bructeri (308) besloot een coalitie van Germaanse stammen – waaronder de Tubanti – het Romeinse Rijk binnen te vallen. Constantinus wist hen te verslaan. De Tubanti zouden later opgaan in het grote stamverband van de Saksen.
De Tubanti leven nog voort in de naam van het dagblad De Twentsche Courant Tubantia, de voetbalverenigingen H.V.V. Tubantia (Hengelo) en Tubantia Borgerhout (Antwerpen), Voetbal en Athletiek Club De Tubanters Enschede, Twentse Roeivereniging Tubantia (Hengelo), Wielervereniging de Tubanters (Hengelo), scoutinggroep de Tubanten (Almelo), Jeugdcircus Tubantino (Oldenzaal) en de schietvereniging Tubantia Rijssen (Rijssen); de Tubantiasingel en Tubantiastraat in Enschede; de Tubantenweg in Oss en in de naam Twente.

## Tuihanti
De Tubanti worden wel gelijkgesteld met de Tuihanti. In de derde eeuw diende een groep Tuihanti dan wel bewoners van Tuihantum de Romeinse keizer als onderdeel van een Friese ruiterafdeling die gelegerd was bij Vercovicium, het huidige Housesteads (Groot-Brittannië) vlak bij de Muur van Hadrianus. Op aldaar gevonden altaarstenen staan de inscripties:
DEO MARTI THINCSO ET DVABVS ALAESIAGIS BEDE ET FIMMILENE ET N AVG GERM CIVES TVIHANTI V S L M
(= Aan de god Mars Thincsus en de twee Alaesiagae, Bede en Fimmilene en de verheven geest van de keizer. De Germaanse onderdanen de Tuihanti/van Tuihantum (uit vrije wil en eerbied hun eed zwerend))
DEO MARTI ET DVABVS ALAISIAGIS ET N AVG GER CIVES TVIHANTI CVNEI FRISIORVM VER SER ALEXANDRIANI VOTVM SOLVERVNT LIBENT
(Aan Mars en de twee Alaisiagae en de verheven geest van de keizer. De Germaanse onderdanen de Tuihanti/van Tuihantum, van de ruiterafdeling van de Friezen van Vercovicium voor Severus Alexander (uit vrije wil en eerbied hun eed zwerend))
De hier genoemde Mars of Mars Thincsus wordt gewoonlijk geassocieerd met de Germaanse god *Twiwaz (Oudhoogduits: Zio, Oudnoords: Týr). Over de twee Alaisiagae, Bede en Fimmilene is verder niets bekend.
Alemannen · Ambivarieten · Ambronen · Ampsivaren · Angelen · Angrivariërs · Asdingen · Baemi · Bajuwaren · Bastarnen · Bataven · Bourgondiërs · Bructeren · Cananefaten · Chamaven · Chasuarii · Chatten · Chattuarii · Chauken · Cherusken · Cimbren · Cugerni · Dulgubnii · Fosi · Franken · Frisii · Gepiden · Goten · Harii · Helisiërs · Hermunduren · Herulen · Juten · Lakringen · Lemoviërs · Longobarden · Lugiërs · Manimiërs · Marcomannen · Marobudui · Marsi · Mattiakken · Naharvalen · Nemeten · Nerviërs · Ostrogoten · Quaden · Rugiërs · Saksen · Semnonen · Silingen · Sitones · Skiren · Sueben · Sugambren · Suiones · Tencteren · Teutonen · Toxandriërs · Triboken · Tubanten · Tudri · Tungri · Ubiërs · Usipeten · Vandalen · Vangionen · Visigoten · Volcae · Warnen
Germani cisrhenani:
Caerosi · Condrusi · Eburonen · Paemani · Segni
Stamverenigingen:
Herminones · Ingvaeones · Istvaeones